# Битка при Мьонгнянг
В Битката при Мьонгнянг на 26 октомври 1597, корейският флот на династия Чосон, воден от адмирал И Сун-син, се бие срещу японски флот в протока Мьонгнянг близо до о. Джондо, при югозападния ъгъл на Корейския полуостров.
Със само 13 кораба, останали от катастрофалното поражение на адмирал Вон Гюн в Битката при Чилчонрянг, адмирал И удържа протока като последна съпротива срещу японския флот от 133 бойни кораба, който плава да подкрепи настъплението на наземната им армия към столицата на Чосон Ханянг (Сеул).
31 японски кораба са потопени или повредени по време на битката, която се счита за унизително поражение на японците и най-забележителната победа на адмирал И.